# Pouteria rhynchocarpa
Pouteria rhynchocarpa är en tvåhjärtbladig växtart som beskrevs av Terence Dale Pennington. Pouteria rhynchocarpa ingår i släktet Pouteria och familjen Sapotaceae. IUCN kategoriserar arten globalt som starkt hotad. Inga underarter finns listade i Catalogue of Life.